# VM JAPAN
밴티지 마스터 재팬(VM Japan, ~Mystic Far East~)은 니혼 팔콤사에서 일본 현지에 2002년 발매한 SRPG 장르의 게임이다. 같은 해 「부악환유기(富嶽幻遊記)」라는 부제로 파워업 키트(PK)가 발매되었으며, 타이완에서도 현지화를 거쳐 출시하였다.

## 발매 정보
2002년 6월 27일 윈도 OS 대응 PC게임으로 첫 발매. 출시명인 「VM Japan」의 「VM」은 「Vantage Master」의 줄임말로, 「밴티지 마스터(VM)」의 무대를 일본을 배경으로 한 가공의 국가 화국(和國)으로 옮긴 작품이다. 이와 관련해 용어에 대폭적인 변경이 가해졌다(네이티얼→환마, 네이티얼 마스터→환마사). 맵의 위치와 명칭도 일본 현지의 지역이나 명소에 기초해 있다.
같은 해 9월 27일에는 파워업 키트 「부악환유기」가 발매되어 신규 캐릭터 추가 등의 확장이 이루어졌다. 이후 파워업 키트와의 합본 패키지로 묶여 발매중이다.
2005년 2월 3일에는 라이센스 제공 계약으로 아스믹·에이스 엔터테인먼트에서 플레이 스테이션 2용 이식작이 발매되었다.

## 시스템
기본적인 시스템은 전작인 밴티지 마스터와 같지만, 위에 기술한 대로 용어적으로는 변경점이 많다. 육각형으로 구분되는 지형 위에서 소환능력을 지닌 환마사(전작의 네이티얼 마스터)끼리 격돌해 승리하는 것이 목적. 승리 조건은 적 환마사의 체력을 0으로 만들거나 적으로부터 항복을 받아내는 것. 시나리오 모드에서는 이 전투의 연속선상에서 스토리가 진행된다.
원칙적으로 전투 개시부터 존재하는 캐릭터는 아군과 적 각각 1명씩의 환마사뿐이며, 술수(MP)를 소모하여 소환하는 동시에 속성을 가지는 환마(전작의 네이티얼)을 소환해 전투를 진행한다. 술수는 매 시간 회복되지만 그 회복량은 맵에 있는 마정석의 점거 숫자에 비례한다. 술수는 환마의 소환뿐만 아니라 소환 후 환마의 유지, 환마사나 환마가 사용하는 술법(마법)의 사용에서도 소모되므로, 마정석의 확보 숫자는 전세에 큰 영향을 준다. 시간의 흐름이라는 개념도 있어 실외 맵의 경우 밝기가 밝음, 박명, 어두움 식으로 순환 반복되며 특정한 밝기에 특화된 환마에게 영향을 미친다.
SRPG이지만 RPG식 캐릭터 성장은 시나리오 모드로 한정되며 시나리오 모드에서도 모든 유닛의 체력 최대치는 항상 10으로 고정된다. 또한 유닛의 방향 등에 따라 적에게 가하는 데미지는 다르지만(후방일수록 대데미지) 크리티컬 히트와 같은 랜덤한 요소는 전혀 없으며, 동일 조건에서는 반드시 같은 결과가 나온다. 여러모로 장기와 같은 고전적인 보드게임에 충실한 게임성이라고 볼 수 있다. 그럼에도 각각의 지형이 가진 독특한 특징들을 잘 응용해낸다면 변화무쌍한 전개를 이끌어낼 수 있다. 또한 전작에서는 지원하지 않았던 「무르기」를 탑재하여 순간적인 실수를 만회할 수도 있다.

#### 모드
Scenario Mode
캐릭터별 스토리에 따라 순서대로 맵을 진행하는 모드. 난이도는 비기너, 이지, 노멀, 하드의 4단계로서 사용할 수 있는 환마사는 8인으로 제한되어 있다. 전 6장 41개의 맵으로 구성. 파워업 키트에서는 맵의 구성 및 클리어 후 취득하는 환마와 술법이 변동되었다. 또한 PS2판에서는 별도의 이벤트 배틀이 추가되었다.
Expert Mode
오리지널에서는 우선 시나리오 모드를 클리어해야만 플레이 가능(파워업 키트에서는 처음부터 플레이 할 수 있다). 시나리오 모드처럼 맵을 차례로 클리어 해 나가는 시스템으로, 사용할 수 있는 환마사들 역시 시나리오 모드와 같다. 초기 조건이 플레이어에게 불리한 편이므로 난이도는 높다.전 2장 12개의 맵으로 구성. 시나리오 모드와 마찬가지로 파워업 키트에서는 맵과 상대 환마사의 구성이 변동되었다. 오리지널판에서는 이 모드를 클리어해야 숨겨진 캐릭터 하즈키를 사용할 수 있다.
Free Mode
전작의 프리배틀 모드처럼 원하는 맵에서 원하는 환마사를 원하는 능력치로 맞춰 원하는 상대와 원하는 조건으로 겨룰 수 있는 모드. CPU와의 대전도 가능하다. 환마사의 레벨과 사용 가능한 환마 및 술법도 설정할 수 있으므로 핸디캡을 붙이는 것도 가능하다. 게임의 무대인 화국(和國)의 지역 중 「남·북 에조(蝦夷)」의 17개 맵은 이 모드로만 플레이 가능. 오리지널에서는 초기 사용 가능한 환마사가 시나리오 모드와 같지만 조건을 충족할수록 사용 가능한 환마사들이 증가한다. 파워업 키트에서는 처음부터 대부분의 환마사를 이용 가능하며 구성하는 맵도 모두 오리지널판과 다르다.
Network Mode
네트워크 대전. 전작인 밴티지 마스터 V2처럼 TCP/IP, IPX/SPX, 모뎀, 시리얼 접속을 지원한다. 전작과 달리 별도의 단축키를 클릭하면 숨겨진 대사가 타이핑되거나 음성이 나온다.
축제
「화서수응타」와「암궤」 두 미니 게임을 플레이 가능하다. 오리지널에서는 시나리오 모드를 클리어 후 플레이 가능(파워업 키트에서는 처음부터 플레이 가능하다). 전자는 이른바 오델로 게임이며 19명의 상대와 겨뤄야 하는데 일부러 지지 않으면 안 되는 상대도 있다. 매 클리어시마다 대전 상대를 본뜬 마스코트를 입수하게 되며 다음 대전 상대와도 겨룰 수 있다. 오리지널에서는 14번째 상대인 무우와 맞닥뜨리면 해당 캐릭터를 프리 모드에서 사용할 수 있다.「암궤」는 슈팅 게임으로 일정한 점수를 거둘 때마다 특전 CG를 입수하게 된다. 오리지널판에서는 420점을 넘으면 숨겨진 캐릭터 키리를 프리 모드에서 사용 가능하게 된다.
Tournament Mode
파워업 키트에서만 존재하는 모드로 「영봉부악(후지산을 모델로 함)」을 무대로 한 토너먼트 대결. 난이도는 이지, 노멀, 하드의 3단계. 대등한 조건의 맵으로 구성되어 있으며 시작부터 일정한 초기 환마가 주어진다. 파워업 키트의 숨겨진 캐릭터 둘을 제외한 환마사들은 모두 처음부터 사용 가능하다(숨겨진 캐릭터인 마사카도와 멜렛트는 이 모드를 무르기 없이 클리어하면 추가된다).

## 스토리
동방의 국가 화국에서는 긴 전란을 매듭지은 후 군사정권 막부에 의한 통치가 진행 중이다. 하지만 경명(慶明) 12년 거대한 유성이 수도 야마토에 떨어져 많은 사상자가 발생, 희생자 가운데 막부를 개창한 장군도 포함되어 막부의 권위는 크게 실추되었다. 또한 유성의 충돌은 중요한 지맥인 용맥을 흐트려놓아 화국 각지에서 사막화, 화산 분출 등 천재지변을 일으켜 극심한 혼란을 야기하였다. 사람들은 이 사태를 「낙성(星落とし)」으로 부르며 두려워했다.
이러한 배경에서 8인의 환마사들이 저마다의 이유로 「낙성」의 진상에 접근하게 된다.

## 캐릭터

### 스테이터스

#### 공격력
상대의 방어력과 상쇄되어 깎는 체력량을 결정한다. (술법 봉쇄와 매혹 타입은 지속시간)

#### 방어력
상대의 공격력과 상쇄되어 깎이는 체력량을 결정한다.

#### 술력
적의 술방어와 상쇄되어 술법으로 깎는 체력량이나 입히는 효과의 지속시간 등을 결정한다. 환마사의 경우 보유한 마정석 수량에 비례하여 시간당 회복되는 술수 회복량을 결정한다.

#### 술방어
적이 사용하는 술법에 대해 상쇄되어 깎이는 체력량이나 유지되는 지속시간을 결정한다(전작 VM에서는 공격형 마법에만 대응).

#### 민첩성
행동을 취한 뒤 자신의 턴이 돌아오는 시간을 결정한다.

#### 이동력
한 턴에 이동 가능한 거리를 결정한다. 페널티와 높낮이가 없는 지형(평지)에서는 숫자만큼의 칸을 이동 가능하다.

### 기본 환마사
시나리오, 익스퍼트 모드에서 처음부터 사용 가능한 8인. 저마다 능력치, 전용 술법, 이동타입, 공격방식 등에서 다양한 개성을 지니고 있다.
검사(모모스케)(PS2판 CV - 노지마 히로후미)
공격력과 방어력이 뛰어나다. 술력이 조금 낮은 것이 결점. 전용술은 귀뇌포.
요도(妖刀) 자쿠로와 함께 각지를 떠도는 검사. 양아버지의 원수인 어떤 음양사를 찾는 여행을 하고 있다. 여자를 좋아하여 각지에서 헌팅을 일삼는 중.
신녀(히미카)(PS2판 CV - 나츠키 리오)
술력과 술방어 능력이 뛰어나며 다채로운 전용 술법들을 보유. 대조적으로 공격, 방어, 이동력이 매우 낮은 것이 결점이다. 전용술은 구옥, 구미, 흡출입도.
시나리오상으로는 야마토 신전을 받드는 무녀로서 종적을 감춘 사매 무우를 찾고 있다. 내성적이며 자신에 대해 엄격하다.
학자(로렌소)(PS2판 CV - 나미카와 다이스케)
전체적으로 평균적인 능력. 전용 술법은 공격계와 회복계를 겸비한다. 하지만 공격력과 민첩성이 조금 낮은 것이 결점. 전용술은 이·염마, 육방학귀.
이국의 사절단 소속으로 화국인과의 혼혈. 화국 체류중 불온한 낌새를 포착하고 동포인 여성을 쫓게 된다.
바다민족(슈렌)(PS2판 CV - 하타미야 카노코)
이동력, 민첩성이 뛰어나며 수중 이동도 제약이 없다. 고각도의 원거리 공격도 강점. 하지만 다소 낮은 방어, 술방어력과 술력이 결점이다. 전용술은 귀뇌포.
순진하지만 다소 어벙한 면도 있다. 화국 남방 변경의 섬 출신 해녀로서, 해상 이변의 원인을 찾고자 섬 대표로 본토에 찾아왔다.
닌자(로쿠로우)(PS2판 CV - 스와베 쥰이치)
최고 레벨의 민첩성을 자랑하며 수중 이동과 원거리 공격도 강점. 상당한 방어, 이동력과 중독계의 전용 술법도 특징이다. 술력이 극단적으로 낮은 것이 결점. 전용술은 장귀.
과거 전란의 시대에는 뛰어난 밀정으로 활약했지만 현재는 퇴역하여 각지를 전전중인 방랑자.
공주(키쿠카)(PS2판 CV - 하야시 미호)
유일하게 전체 아군 강화형 전용 술법을 보유한 것이 강점. 전체적으로 평균에 가까운 능력이지만 술력과 술방어가 조금 떨어진다. 전용술은 전희, 구미.
「꽃꽃이 6단, 다도 4단, 치도술 1단, 주산 2급 합쳐서 11단 2급」의 실력. 미토 영주의 차녀이지만 갑갑한 성에서의 생활에 질려 가출, 여행을 떠난다. 여전히 어리광쟁이지만 아이 취급당하면 몹시 화를 낸다.
파계승(타쿠완)(PS2판 CV - 우에키 토오루)
최고 레벨의 공격력과 범위를 자랑하는 고각도 원거리 공격이 특기. 방어력과 민첩성도 뛰어나다. 술력이 매우 낮은 것과 전용 술법이 없는 것이 결점.
술과 여자를 밝히는 파계승. 하지만 어린 시절의 고생을 바탕으로 사물의 본질을 꿰뚫어보는 인물이다.
법사(세츠하)(PS2판 CV - 키시오 다이스케)
비행형인 이동타입과 다소 높은 술력이 강점. 술력에 비해 방어와 술방어도 상당하다. 유일하게 술법 봉쇄형 전용 술법을 보유. 민첩성, 이동력, 공격력이 극단적으로 낮은 것이 결점이다. 전용술은 봉암, 황파다다, 보살장.
대륙에서 이변의 원인을 찾고자 화국을 방문한 승려로 성실하지만 융통성이 없다. 환등기(소환도구) 수집과 설법이 취미. 늘 영수(靈獸)인 츄우츄우와 동행한다.

### 서브 환마사
시나리오 모드에서는 적 캐릭터로만 등장하며 오리지널의 프리 모드에서는 특정 조건을 충족해야만 출현. 파워업 키트에서는 처음부터 사용할 수 있다.
영주(가몬)(PS2판 CV - 타치바나 토시로)
극단적으로 높은 방어력과 최고의 사정거리 7의 강력한 직선형 원거리 사격을 자랑하는 환마사. 술방어도 뛰어나며 민첩성도 상당하다. 전용 술법이 없고 술력이 다소 낮은 것이 결점.
오와리의 영주로 무능한 막부를 타도하고자 혁명을 도모하는 야심가. 그 때문에 막강한 「낙성」의 비술을 필요로 한다.
영매(미로쿠)
히미카를 압도하는 최강의 술력과 술방어를 겸비하고 있으나 대조적으로 그 밖의 공격, 방어, 이동력, 민첩성이 극단적으로 낮은 것이 결점. 자동 치유와 사정거리 5의 발생형 원거리 공격 및 비행능력을 특기로 하며 광범위 경직계 전용 술법도 보유한다. 전용술은 난황금, 흡출입도.
막대한 술력을 통해 삼라만상을 꿰뚫는 능력으로 「천리안」의 별칭을 지닌 노파. 야마토 신전장으로서 히미카와 무우를 거두고 가르친 스승이자 양부모.
음양사(샤다이)(PS2판 CV - 우치노 이치)
비행 능력을 특징으로 하며 술력이 상당한 환마사. 다방면의 전용 술법과 원거리 공격을 보유. 공격, 방어, 술방어, 민첩성이 다소 낮은 것이 결점이다. 전용술은 황파다다, 보살장, 흡출입도.
흑무녀 무우의 추종자이며 외법을 구사하는 악한 음양사. 고상한 말투와 풍채가 특징이나 항상 다른 이들을 비웃으며 비열한 수법을 즐겨 사용한다. 모모스케의 양아버지인 텟사이를 살해했다.
지사(이사미)(PS2판 CV - 아카가와 마키)
최고 레벨의 공격, 방어력, 술방어를 자랑하며 이동력과 민첩성도 뛰어나다. 강력한 공격계 전용 술법도 보유. 대조적으로 술력이 매우 낮은 것이 결점. 전용술은 이·염마.
이즈모 신전을 수호하는 여성 경라대장으로 화가 치밀면 물불을 가리지 않는 과격한 성격. 화가 풀리면 금세 온화해지는 단순한 일면도 있다.
사제(메리·루)
술력 및 공격력이 뛰어나며 전체 회복을 비롯한 다채로운 회복계 전용 술법이 특징. 제한된 이동력과 다소 낮은 민첩성, 방어력이 결점. 전용술은 갓블레스, 보살장.
화국 침략을 기도하는 이국 조직의 요원으로 침투하여 각지에서 암약하는 선교사. 혁명을 도모하는 영주 가몬을 후원하기도 했다. 외견상 가냘픈 미소녀지만 어디서 익혔는지 지극히 음흉하고 난폭한 말투를 쓴다.
여닌자(키리)(PS2판 CV - 미나가와 쥰코)
민첩성, 공격, 이동력 모두 상당하다. 수중 이동력과 중독/회복계 전용 술법도 겸비하고 있으며 술력도 민첩성에 비해 수준급. 다소 낮은 술방어가 결점이다. 전용술은 장귀, 육방학귀.
막부 밀정집단 소속으로 플레이어 캐릭터를 시나리오 1, 2, 3, 6장에 걸쳐 안내한다. 감정 내색이 극도로 적은 무기질이어서 수수께끼가 많은 캐릭터로 「낙성」과 밀접한 관련이 있는 듯하다.
무녀(하즈키)(PS2판 CV - 오리카사 후미코)
6이라는 최상급 이동력을 자랑하며 술력과 민첩성은 평균적. 술법 봉쇄형 원거리 공격과 회복/매혹계의 전용술법을 보유하며 방어와 술방어쪽은 매우 낮은 것이 결점이다. 전용술은 육방학귀, 구미.
이즈모 신전을 받드는 무녀로서 신의 중개자. 플레이어의 환마사가 제2의 「낙성」을 저지한다는 신탁을 전언한다. 백치미가 돋보이는 어벙한 성격인 한편 먹보. 시나리오 4, 5장 및 익스퍼트, 프리 모드의 안내도 담당한다.
흑무녀(무우)
술력이 뛰어나며 장거리 공격계 전용 술법을 특기로 한다. 이외에도 다채로운 전용 술법과 자동 치유 능력을 보유. 민첩성이 극도로 낮고 공격과 방어력이 다소 낮은 것이 결점. 전용술은 추성, 황파다다, 구미.
막부의 화국 통일 직후 학살당한 「흑무녀 일족」의 계승자로서 「낙성」의 장본인. 야마토 신전장 미로쿠의 수제자로서 같은 고향 출신인 키리나 함께 야마토 신전에 몸담았던 히미카와는 의자매격인 관계. 음양사인 샤다이를 수하로 두고 있다.

### 추가 환마사
파워업 키트에서 새로 추가된 캐릭터로 프리 및 토너먼트 모드에서 처음부터 사용 가능.
엽사(마츠리)
긴 사정거리(6)와 상당한 위력의 원거리 화살 공격이 특기. 같은 사정거리의 공격계 발생형 전용 술법도 보유. 이동력이 좋고 술력과 민첩성 등은 평균적이지만 방어와 술방어가 약간 낮은 것이 결점. 전용술은 봉기.
은자(스케츠나)
술력이 극단적으로 높으며 이에 더해 광범위 경직/약화계 전용 술법을 자랑으로 한다. 술력을 제외한 나머지 능력이 전부 평균을 밑도는 것이 결점. 전용술은 인롱작리, 난황금.
역사(라이카)
최고 클래스의 공격력, 민첩성을 자랑하며 방어와 술방어도 뛰어나다. 공격/회복계를 망라한 전용 술법을 보유. 뛰어난 민첩성과 달리 낮은 이동력과 술력이 결점. 전용술은 귀뇌포, 육방학귀.
화인(치즈루)
최고의 이동력(6)에 아울러 높은 민첩성을 자랑한다. 매혹계 전용 술법과 사정거리 5에 달하는 원거리 중독계 공격도 보유. 술력이 매우 낮고 술방어가 떨어지는 것이 결점. 전용술은 구미.

### 게스트 환마사
팔콤의 다른 게임에서 초빙된 것 이외에는 추가 환마사와 같다.
나이트메어(다르크·팩트)
장거리 비행 능력과 함께 사정거리가 좋은 강력한 공격계 전용 술법을 자랑한다. 술력이 평균 이하이고 방어력이 낮은 것이 결점. 전용술은 워드·오브·데스, 원·귀화, 황파다다.
「이스」1의 게스트 캐릭터. 원작에서는 다암의 탑에 군림하던 악역 캐릭터. 대대로 신관을 역임했으며 마력이 뛰어난 팩트 가문의 후예이지만 술력은 높지 않다.
소서리스(도라)
뛰어난 술력과 수중 이동, 그리고 매우 저렴한 코스트 1(!)의 강력한 공격계 발생형 원거리 전용 술법을 자랑한다. 낮은 방어력, 술방어, 민첩성이 결점. 전용술은 부비트랩, 이·염마.
「브랜디쉬」1~3의 게스트 캐릭터. 원작에서는 보스 겸 히로인 겸 주인공. 마도사 발칸의 제자로 스승의 복수심에 불타 아레스라는 남자를 뒤쫓고 있다.
마을 처녀(리리아)
술력과 민첩성 모두 수준급이며 이동력도 좋으므로 소환적인 조합은 최고. 자동 치유능력과 아울러 사정거리와 성능 모두 뛰어난 회복계 전용 술법들도 보유하고 있다. 대신 공격, 방어, 술방어 모두 극단적으로 낮은 것이 결점. 전용술은 가디스이미지, 갓블레스.
「이스」2의 게스트 캐릭터. 원작에서는 히로인. 병약하지만 굳센 신념의 소유자.
매지션(퓨라)
술력과 공격력이 뛰어나며 술력 대비 민첩성도 매우 좋다. 다채로운 전용 술법도 보유. 대조적으로 방어력과 특히 술방어가 낮은 것이 결점. 전용술은 이·염마, 흡출입도.
「바람의 전설 제너두」1~2의 게스트 캐릭터. 원작에서는 주인공의 동료.

### 히든 환마사
파워업 키트에서 추가된 환마사로 토너먼트 모드를 클리어하는 조건을 충족해야 사용할 수 있다.
무신(마사카도)
민첩성과 공격력이 뛰어나며 방어력, 술력도 수준급이다. 중독계와 원거리 체력 강탈 전용 술법을 보유. 기본 공격 또한 적의 체력을 강탈한다. 낮은 술방어가 약점. 전용술은 원·흡출, 장귀, 황파다다.
서방의 위협을 감당하기 위해 스스로를 환마화시킨 난폭한 신. 영봉 부악산에 군림한다.
윗치(멜렛트)
뛰어난 마력을 자랑하며 다채롭고 강력한 전용 술법들과 매혹 효력의 원거리 공격을 보유한다. 강력한 공격성의 반대급부로 방어, 술방어, 민첩성이 공히 취약한 것이 결점. 전용술은 원·귀화, 이·염마, 보살장.
토너먼트 모드의 길잡이인 기녀 무라사키의 실체. 최강의 네이티얼 마스터였으며 전작 밴티지 마스터에서도 길잡이로 맹활약했다. 침착한 성격의 검은 고양이 '선아이'와 거친 성격의 박쥐 지팡이 '니뱃크'를 늘 대동한다.

### 중립 환마사
PS2판에서 추가된 환마사로 플레이어가 직접 다룰 수는 없다.
폭한
도끼를 사용하며 공격력, 방어력, 술방어, 민첩성, 이동력 등의 스테이터스가 고루 높지만 술력이 취약하다. 전용술은 황파다다.
포악한 사내로서 노상에서 행인을 상대로 시비를 걸거나 약탈을 일삼는다. 종잡을 수 없는 성격.
여도적
철선을 사용하며 민첩성과 이동력이 뛰어나고 물과 뭍을 가리지 않지만 술력과 방어계통은 평균을 밑돈다. 전용술은 이·염마, 구미.
변장이 주특기이며 요소마다 함정을 설치해 행인으로부터 금품을 갈취하지만 수완이 썩 좋지는 않다.
노인
지팡이를 사용하며 술력과 방어계통이 상당하지만 그 외의 능력인 공격력, 민첩성, 이동력은 극단적으로 취약하다. 전용술은 장귀, 육방학귀, 흡출입도.
잃어버린 손주를 찾아 각지를 배회하는 노인. 안경과 갑주를 걸친 모습이 이색적이며 환마를 손주로 착각해 덤벼드는 등의 치매 증상이 있다.

### 기타
이벤트에서 모습을 드러내지만 환마사로 사용할 수는 없는 캐릭터.
츄우츄우, 자쿠로, 도우지, 산지, 스이쿄, 무라사키(PK), 선아이(PK), 니뱃크(PK), 타마(PS2), 린(PS2), 히나(PS2), 미야비(PS2)

## 출시 패키지

### PC판
초회 한정판
2002년 6월 27일에 발매된 오리지널. CD-ROM판과 DVD-ROM판으로 나뉘며 DVD판에서는BGM으로 WAV를 선택 가능하다. 특전으로 「OST- VM JAPAN」과 「교향환상곡 영웅전설 3 하얀 마녀」 등 2개의 CD가 동봉.
파워업 키트 ~부악환유기~
2002년 9월 27일에 발매된 파워업 키트 단품. 오리지널은 동봉되어 있지 않으므로 별도 구매 필요. 파워업 키트 자체는 CD-ROM만 발매.
VM JAPAN 스페셜 패키지
2002년 9월 27일에 발매. 초회 한정판과 파워업 키트의 합본판.
VM JAPAN +파워업 키트(보급판)
2005년 12월 23일 발매. 가격을 내리고 DVD 규격의 슬림 패키지를 채용.
VM JAPAN +파워업 키트(Vista 대응판)
2007년 3월 29일 발매. 윈도우 비스타 OS에 정식 대응.

### PS2판
2005년 2월 3일 발매. PS2판은 대체로 오리지널을 베이스로 하고 있으나 몇 가지 변경점도 있다.
1. 성우 육성 대사 추가.
2. 전투 맵 선택 창이 대화면에 말판 형식.
3. 중립 환마 등과의 이벤트 배틀 추가.
4. 환마사와 NPC 캐릭터들의 대폭적인 추가.
5. 축제 모드의 특전 변경.
6. 오프닝과 엔딩 비주얼의 변경.
7. 인터페이스 변경.

### OST
OST 「VM JAPAN」(2002년 6월 27일 발매, 2980엔)

### 환부난전기(幻符乱戦記)
본편의 인기를 등에 업고 2006년 일본 아루제 컴퍼니에서 발매 예정이던 외전격의 실시간 전략 시뮬레이션 게임. 하지만 아루제 컴퍼니측이 아케이드 게임 사업에서 철수하여 기획이 사장된 불운한 작품.